# Danse yapaise
La danse yapaise regroupe un ensemble de pratiques gestuelles pratiquées sur les Îles Yap dans les États fédérés de Micronésie.
Les danseurs sont alignés en une ou deux files et sont positionnés assis ou debout selon le type de danse. Elles se pratiquent traditionnellement sur le malal ou malaal, un terrain entouré de monnaies de pierre, destiné à différentes activités dont la danse. Les chefs, adossés à des pierres dédiées, y reçoivent des cadeaux, assistent à des fêtes ou à des réunions rassemblant les chefs de différents villages et les prêtres dotés de capacités magiques devant donner suite à leurs demandes : déclencher la guerre, lancer des sorts de caste et voir sur de grandes distances. Dans la culture yapaise, la danse participe de la formation morale des yapais. Elle est pratiquée pour honorer les esprits ou des visiteurs, dans le cadre de compétitions, etc.,,. Elle est un élément majeur des célébrations du Yap day.